# Ordine militare della Croce di San Carlo
L'Ordine militare della Croce di San Carlo è un'onorificenza concessa dalla Colombia.

## Storia
L'Ordine è stato fondato il 16 agosto 1954 per onorare i cittadini colombiani e gli stranieri civili e militari che hanno dato il contributo eccezionale alla nazione colombiana, soprattutto nel campo delle relazioni internazionali.

## Classi
L'Ordine dispone delle seguenti classi di benemerenza:
- Collare
- Gran Croce con Stella d'Oro
- Gran Croce
- Grand'Ufficiale
- Commendatore
- Ufficiale
- Cavaliere

| Nastri    | Nastri    | Nastri       | Nastri          | Nastri     | Nastri                      | Nastri  |
| --------- | --------- | ------------ | --------------- | ---------- | --------------------------- | ------- |
| Cavaliere | Ufficiale | Commendatore | Grand'Ufficiale | Gran Croce | Gran Croce con Stella d'Oro | Collare |

## Insegne
- Il distintivo è una croce fioronata d'oro con bordi e quattro braccia su entrambi i lati smaltati di verde e combinati con oro. Sul retro della croce è applicato al centro, lo stemma dorato della Colombia.
- Il nastro è verde con una doppia striscia gialla ai lati.